# دفنة بترائية
دفنة بترائية (الاسم العلمي:Daphne petraea) هي نوع من النباتات تتبع جنس الدفنة من الفصيلة المثنانية.